# San José del Cabo
San José del Cabo – miasto w Meksyku położone na Półwyspie Kalifornijskim w stanie Kalifornia Dolna Południowa. Miasto położone jest na samym końcu półwyspu. Jest siedzibą gminy Los Cabos. W 2015 roku ludność miasta liczyła 93069 mieszkańców, co stanowiło blisko 1/3 ludności gminy.
Historia miasta sięga roku 1730. Powstała wówczas Misión San José del Cabo Añuití - jedna z jezuickich misji w hiszpańskiej Kalifornii. W czasie wojny amerykańsko-meksykańskiej miasto zostało na krótki czas zajęte przez żołnierzy amerykańskiej piechoty morskiej. W końcu lat 70. XX wieku w mieście zaczęła rozwijać się turystyka.
Miasto, razem z sąsiednim Cabo San Lucas, jest obsługiwane przez Międzynarodowy Port Lotniczy Los Cabos.